# Devil Inside (Utada Hikaru)
Devil Inside è il secondo singolo in lingua inglese di Utada Hikaru estratto dall'album Exodus.

## Il disco
È stato pubblicato, a differenza del precedente Easy Breezy, su diversi supporti digitali e analogici. Il singolo si presentava soprattutto come un Remix Single, difatti dello stesso esiste anche una versione vinile destinata ai DJ. Della canzone non è stato prodotto nessun video.
Il remix del brano ad opera di Richard Vission è stato utilizzato nel primo episodio della quinta stagione del famoso serial televisivo Queer as Folk.

## Tracce
Promo CD
1. "Devil Inside (Original Version)"
2. "Devil Inside (Richard Vission Radio Edit)"
3. "Devil Inside (The Scumfrog Radio Edit)"
4. "Devil Inside (The Scumfrog Mix Show Edit)"
5. "Devil Inside (The Richard Vission Experience)"
6. "Devil Inside (The Richard Vission Duberience)"
7. "Devil Inside (The Scum Frog Vocal Mix)"
8. "Devil Inside (The Scum Frog Dub)"

CD
1. "Devil Inside (Album Version)"
2. "Devil Inside (RJD2 Remix)"
3. "Devil Inside (Richard Vission Radio Edit)"
4. "Devil Inside (The Scumfrog Radio Edit)"
5. "Devil Inside (Richard Vission Experience)"
6. "Devil Inside (Richard Vission Duberience)"
7. "Devil Inside (The Scum Frog Vocal Mix)"
8. "Devil Inside (The Scum Frog Dub)"

Vinile
Lato A
1. "Devil Inside (Richard "Humpty" Vission Vocal Remix)"

Lato B
1. "Devil Inside (The Scum Frog Vocal Mix)"

Lato C
1. "Devil Inside (Original Version)"
2. "Devil Inside (RJD2 Remix)"
3. "Wonder 'Bout"

Lato D
1. "Devil Inside (Richard "Humpty" Vission Dub)"
2. "Devil Inside (The Scum Frog Dub)"